# SMITH (język programowania)
SMITH, od Self-Modifying Indecent Turing Hack, następca języka SMETANA. Jest to zupełny w sensie Turinga ezoteryczny język programowania opracowany przez Cat's Eye Technologies. SMITH nie posiada procedur skoku, a pętle są realizowane przez auto-kopiowanie bloków do kodu który ma być wykonany w przyszłości. Kod sam w sobie składniowo przypomina asembler.